# Spalovací turbína

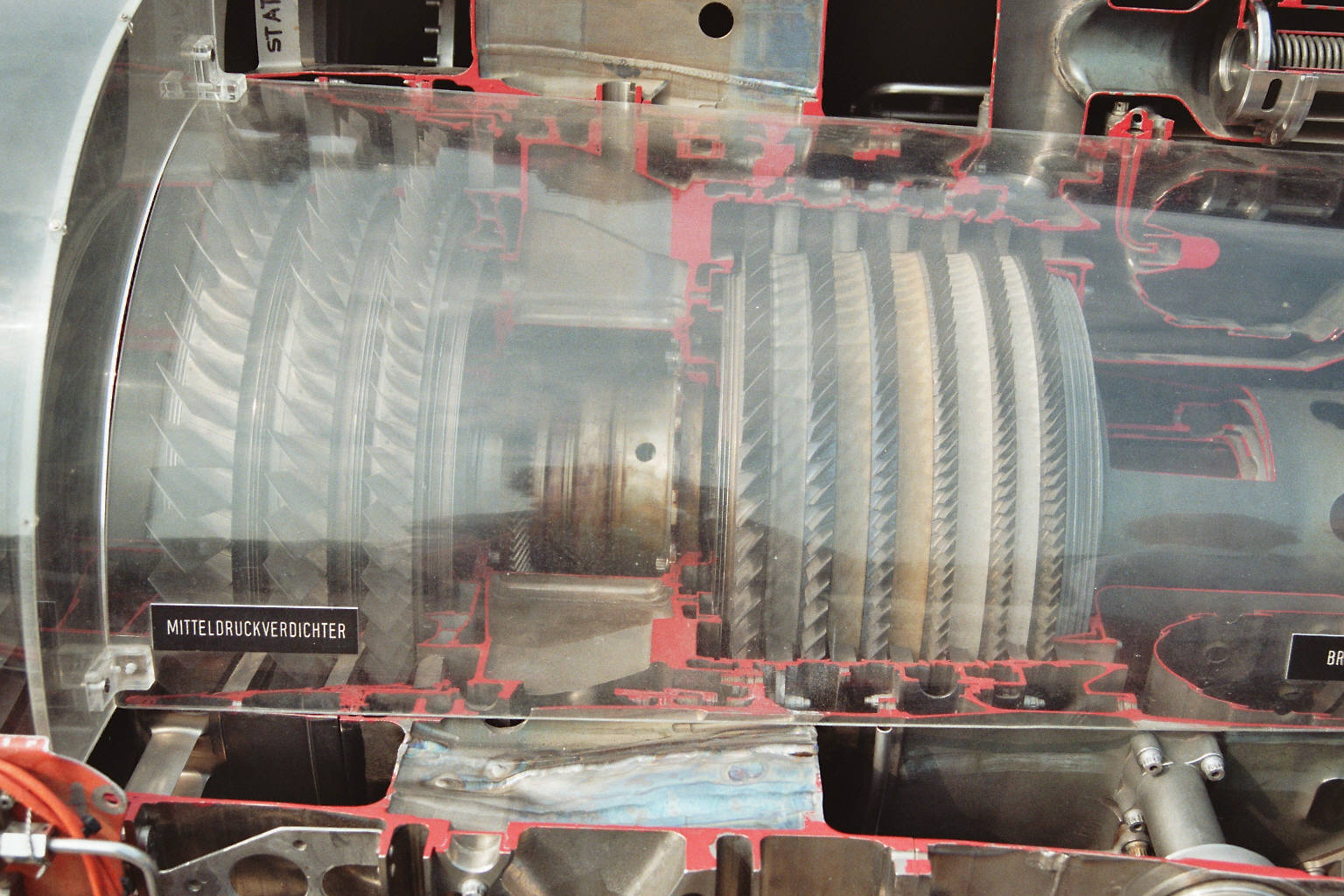
Turbína Rolls Royce

Spalovací turbína, často označovaná také jako plynová turbína, je tepelný stroj, jehož pracovní látkou jsou spaliny vzniklé spalováním paliva ve spalovací komoře. Palivo je spalováno za pomocí stlačeného vzduchu, který je před tím stlačen v kompresoru. U proudových motorů se jedná o turbokompresor umístěný na společné hřídeli se spalovací turbínou. Spaliny při průchodu turbínou jejím lopatkám odevzdávají svou kinetickou energii.
Spalovací turbína patří do skupiny spalovacích (resp. reaktivních) motorů s vnitřním spalováním, protože spalovací komora je její součástí. Na rozdíl od spalovacího motoru spalování v turbíně neprobíhá v cyklech, ale nepřetržitě.

## Princip činnosti
Kompresor spalovací turbíny, většinou řešený jako lopatkový turbokompresor, nasává atmosférický vzduch, který stlačí na vyšší tlak, doprovázený vzestupem teploty. Stlačený vzduch je veden do spalovací komory, do níž se průběžně vstřikuje palivo, které je ve stlačeném vzduchu spalováno. Protože spalovací komora není uzavřená, ale vede spaliny na lopatky turbíny, dochází jen k mírnému nárůstu tlaku spalin. Energie získaná spálením paliva se přeměňuje hlavně na tepelnou a kinetickou energii spalin. Na lopatkách turbíny se část energie spalin přemění na mechanickou tím, že roztáčí rotor turbíny. Část vytvořené mechanické energie se odvede hřídelí, část se použije na pohon turbokompresoru. Přebytečná část zůstává ve formě tepelné a kinetické energie spalin.
Protože spalování probíhá při přibližně konstantním tlaku, tak se tato turbína nazývá i izobarická nebo rovnotlaká. Její zjednodušený teoretický model popisuje Erikson-Braytonův cyklus nebo Joule-Braytonův cyklus při předpokladě izotermické komprese a expanze a úplné regenerace tepla.

## Konstrukce
Termodynamická a celková účinnost rovnotlakých turbín je v popisovaném jednoduchém jednohřídelovém uspořádání nízká, pohybuje se na úrovni 30 až 50 % účinnosti vznětových motorů.
Pro dosažení vhodných vlastností pro různé účely použití se turbíny konstruují v dvouhřídelovém, případně vícehřídelovém uspořádání. Jednotlivé hřídele spojují turbínu s kompresorem nebo odvádějí efektivní výkon z turbíny ven. Taková řešení obsahují více kompresorů a více turbín, které jsou pneumaticky zapojeny do série. To znamená, že vzduch nebo spaliny procházejí postupně dvěma a více oběžnými koly a v každém se zvětšuje komprese nebo expanze. Pro další zlepšení účinnosti může být do cesty zařazen i výměník tepla, ve kterém odcházející spaliny ohřívají přicházející vzduch.

## Vlastnosti
V porovnání s pístovými spalovacími motory mají turbíny své výhody i nevýhody.

### Výhody
- nižší obsah škodlivin ve spalinách,
- malé nároky na kvalitu paliva,
- vysoká pravidelnost chodu a malá nevyváženost,
- lehká startovatelnost,
- nízká výkonová hmotnost,
- lepší průběh točivého momentu z hlediska trakčních požadavků,
- schopnost zpracovávat nízké teplotní a tlakové spády, často jinak nevyužitelné.

### Nevýhody
- vysoká měrná spotřeba paliva z důvodu nízkých teplotních spádů – 700 °C, krátkodobě 1400 °C,
- z toho vyplývající nízká účinnost,
- malé akcelerační schopnosti,
- vysoké tepelné namáhaní lopatek a z toho vyplývající nízká životnost,
- vyšší hlučnost.

## Využití

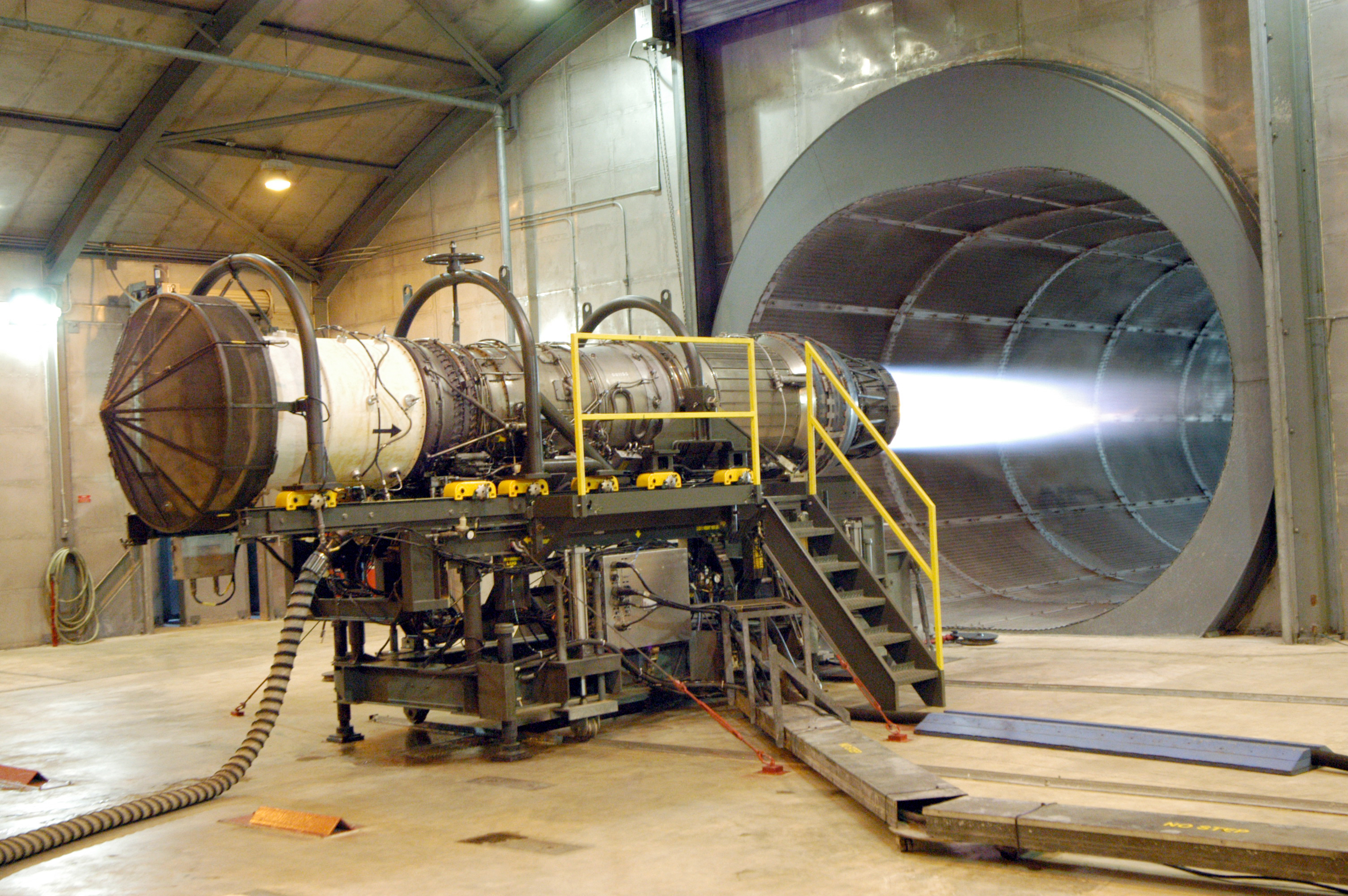
Proudový motor Pratt & Whitney F100

Spalovací turbíny našly uplatnění pro pohon:
- cestovních vozidel – s výkony 100–500 kW (např. americký tank M1 Abrams),
- lokomotiv – s výkony 1300–3550 kW, různé řešení s 15- až 23stupňovým kompresorem a 4- až 11stupňovou turbínou,
- letadel
  - v turbovrtulových motorech – využívají práci turbíny na pohon vrtule
  - jako turbokompresorové proudové motory – využívají větší část energie spalin na vyvození reaktivních sil
  - jako náporové motory – jsou bez kompresoru, stlačení vzduchu se dosahuje rychlostí letu
- lodí – s výkony až do 100 MW
- elektrických generátorů plynových a paroplynových elektráren